# Калушский район
Ка́лушский райо́н (укр. Калуський район) — административная единица Ивано-Франковской области Украины. Административный центр — город Калуш.

## География
Площадь района — 3562,7 км² (в старых границах до 2020 года — 647,01 км²). Район расположен в северо-западной части Ивано-Франковской области.

## История
Район был образован в УССР в 1940 году. 11 марта 1959 года к Калушскому району была присоединена часть территории упразднённого Перегинского района.
17 июля 2020 года в результате административно-территориальной реформы район был укрупнён, в его состав вошли территории:
- Калушского района,
- Долинского района,
- Рожнятовского района,
- а также городов областного значения Калуш и Болехов.

## Население
Численность населения района в укрупнённых границах — 286,5 тыс. человек.
Численность населения района в границах до 17 июля 2020 года по состоянию на 1 января 2020 года — 57 409 человек, из них городского населения — 2 631 человек (пгт Войнилов), сельского — 54 778 человек.
Национальный состав 2001 года (общие население 235 776)
| Национальность | Количество людей | Процент |
| -------------- | ---------------- | ------- |
| Украинцы       | 230 220          | 97,64 % |
| Русские        | 3 591            | 1,52 %  |
| Белорусы       | 272              | 0,11 %  |
| Поляки         | 197              | 0,08 %  |
| Молдаване      | 88               | 0,03 %  |
| Другие         | 1 270            | 0,42 %  |

## Административное устройство
Район в укрупнённых границах с 17 июля 2020 года делится на 13 территориальных общин (громад), в том числе 3 городские, 5 поселковых и 5 сельских общин (в скобках — их административные центры):
- Городские:
  - Калушская городская община (город Калуш),
  - Болеховская городская община (город Болехов),
  - Долинская городская община (город Долина);
- Поселковые:
  - Брошнев-Осадская поселковая община (посёлок Брошнев-Осада),
  - Войниловская поселковая община (посёлок Войнилов),
  - Выгодская поселковая община (посёлок Выгода),
  - Перегинская поселковая община (посёлок Перегинское),
  - Рожнятовская поселковая община (посёлок Рожнятов);
- Сельские:
  - Верхнянская сельская община (село Верхняя),
  - Витвицкая сельская община (село Витвица),
  - Дубовская сельская община (село Дуба),
  - Новицкая сельская община (село Новица),
  - Спасская сельская община (село Спас).